# Bolano
Bolano (ligur nyelven Bolàn) település Olaszországban, Liguria régióban, La Spezia megyében. Lakosainak száma 7433 fő (2023. január 1.). Bolano Aulla, Follo, Podenzana, Santo Stefano di Magra, Tresana és Vezzano Ligure községekkel határos.

## Népesség
A település népességének változása:
| Lakosok száma | 7813 | 7836 | 7433 |
|               | 2017 | 2018 | 2023 |